# 邯郸市第一中学
邯郸市第一中学（Handan No.1 High School）位于河北省邯郸市，曾有南（主）校区在邯郸市丛台路，曾北校区在邯郸市北关（原邯郸学院所在地）。2011年9月，主校区搬到邯郸市冀南新区的中华校区，但只有高一高二的学生和老师搬入。2014年北校区被拆除，“南校区”继续使用，并更名为邯郸市致远中学（即邯郸市第一中学丛台校区）。目前，中华校区（新校区）已全面投入使用，各年级均已驻入。

## 学校历史
邯郸市第一中学是河北省首批装备的重点中学，是冀南地区一所教育教学力量雄厚、人才辈出的名校。 
邯郸市一中的前身邯郸中学建于1945年。抗日战争胜利邯郸解放后，冀南区党委决定建立中学，定名为邯郸市市立中学，校址选在邯郸市火磨街，是敌人伤兵员医院旧址。张泊生为第一任校长兼党总支书记。 
建校初期，仅有干部和教职工7人。接收旧师范学校学生12人，第二怀幼学校中学班学生19人，这些学生大部分编为第一班，按市委指示，边区政府和老区保送来一批学生，其中部分是革命干部子女，编为二班、三班。这时学校教职工编制22人，学生达121人。 
1946年6月，从中原军区突围出来的三十多名青年干部和部分部队上的文工团员，编为四班。学校设党总支，下设学生支部和干部支部，并建立党的外围组织民主建国会。民主建国会后改为毛泽东青年团。在学习文化的同时，积极团结广大青年学生开展政治斗争，宣传民主，宣传党的政策为此时学校工作的特点。 
1946年8月，边区政府在邯郸召开教育座谈会，明确了教育方针。进一步确定邯郸中学要培养生产合作事业干部，和文化教育事业干部。平汉战役，学校备战。按上级指示，1946年10月迁校至曲周县公城堡村。根据实际，提出“做、学、教合一”的教学方针，调整了课程设置。此时期的单元教学和宣传群众为主要特点。 
1947年4月，学校迁至邯郸县西大屯，部分学生参加了土改工作。此后学校又迁回邯郸市火磨街。在迁校过程中陆续招收学生编为五班。至此，在校学生达到212人，其中有党员27人。 
因解放战争补充干部的需要，第一批学生于1947年提前毕业，四班以上学生分配了工作，有三十多人参军。 
1948年为培养师资，招收师范一班。当年开始公开向社会招收普通中学学生，编为六班、七班。提出新的教育方针：根据新民主主义文化教育政策的基本精神，广泛地吸收各个革命阶段的青年，启发其民族意识及民主思想，贯彻反帝反封建反官僚资本主义的思想教育，树立为人民服务的人生观，造就为新民主主义社会建设服务的人才。 
1949年2月28日，邯郸中学成立新民主主义青年团支部，有团员36人。 
1949年8月，华北人民政府调整行政区划，原“市”改称“镇”，邯郸专区下辖16县和邯郸、临清两个镇。学校改名为河北省立邯郸中学。招收了师范二班、中学八班、九班，进一步完善教育教学结构，逐步形成自己的教育教学特点。 
中华人民共和国诞生后，邯郸中学进入了一个崭新的发展时期。1950年，河北省立邯郸中学的师范班与中学分设。中学的校址迁至邯郸市北门里丛台下，包括现丛台公园部分地段，时有七个初中班。改校名为河北省邯郸中学。 
1953年，招收第一届高中两个班。接收了邯郸镇师的中学班。同年，因原邯郸中学的师范班迁到邯郸市北关，成立师范学校(河北邯郸师范专科学校现址)，将火磨街的原校址移交邯郸中学，遂在原校址设立“河北省邯郸中学分部”。至此，成为邯郸市第一所完全中学。 
1954年，河北省邯郸中学移交给邯郸市。1955年，改名为河北邯郸市第一中学，丛台校址为本部，火磨街原校址为“河北邯郸市第一中学分部”。1956年，火磨街原校址的分部改为“邯郸市第四中学”。 
随着全国掀起的社会主义建设的热潮，邯郸第一中学的教育教学进入迅速发展时期。由于邯郸市建立丛台公园占用部分校园，遂将校舍向西扩建，占地约46000平方米。高中逐步改为四轨制。 
1959年，周恩来总理到邯郸市视察工作，曾在丛台上接见了邯郸市第一中学的师生，给了师生员工巨大鼓舞。 
1961年，邯郸市第一中学被河北省命名为首批装备的河北省重点中学。至1966年，河北邯郸第一中学发展为冀南地区一所校风严谨，富于朝气，具有较高教育教学质量的完全中学。 
“文化大革命”中，邯郸一中的教育教学遭到很大破坏和损失。学制曾改为二二制、三二制。自1977年，学校教育逐步复苏。党的十一届三中全会以后，邯郸市一中进入全面改革发展时期。 
1984年，学校管理体制进行改革，在全市教育系统首次实行校长负责制，建立校长、党政、工会（教代会）三位一体的管理体制，明确校长的中心地位和相应的决策权、指挥权，发挥党组织的政治核心作用，切实维护教职工的合法权益。新型管理体制的确立，为学校今后教育教学工作的高效开展提供了有力保障。 
1986年，学校停止招收初中生，改为高级中学，并由高中六轨制改为八轨制。 
1988年，市教委决定将我校作为河北省改革试点，改革基本内容为：定岗定责、结构工资、全员聘任等。 
2001年，学校领导班子调整。高玉峰出任校长，提出了“以师为本、励志博学、持续发展、追求卓越”的办学理念，并先后明确学校教育、教学和管理服务工作指导方针。学校的办学思想得到了提升。 
为扩大办学规模，满足人民群众对优质高中教育资源的需求，在市政府的安排下，学校于2000年出资3000万元购买邯郸师专原校址，并于2002年邯郸师专新校区启用后着手办理移交手续，2003年下半年基本交清，学校开始整理、维修，将此命名为邯郸市第一中学北校区。北校区占地面积75.56亩，建筑面积23835.7平方米。2004年5月2日将2002届学生迁往北校区，成为第一届北校区高三学生。学校两个校区总面积为151.5亩，原校址为本部，高一、高二年级学生就读。同时，学校依托高中的教育资源先后于2003年、2004年、2005年、2011年分别设立了理科实验部、“五年一贯制”初中部和“十年一贯制”小学部、“国际部”，实施英才教育，完善学校的办学机制，并于2004年着手准备新校区异地扩建项目工程。 
2011年9月，学校中华校区主体启用，高一高二4000余名师生入驻。至此，学校进入一个崭新的快速发展时期。 

## 学校简介

### 基本情况
学校现为“一校两区”，丛台校区位于燕赵古迹武灵丛台脚下、沁河之畔，教学用地60亩；中华校区位于邯郸市冀南新区，教学用地511亩。学校办学机制以高中教育为主，并建有小初高“十年一贯制”、初高中“五年一贯制”以及“国际部”实验班英才教育培养机制。现有在校生7700人，在校教职工553人，其中专职教师527人。专职教师中特级教师13人、省级骨干教师24人、市级骨干教师24人，涌现出“国务院特殊津贴专家”“全国模范教师”“全国优秀教师”“全国师德先进个人”“河北省名师”“河北省特级教师”30余人。
70年薪火相传、追求卓越。邯郸市第一中学一直秉持把生命教育作为特色学校建设的核心内容，倡导“一切为了生命的幸福成长”的学校精神，坚持“学会做人、学会做学问”的校训和“以师为本、励志博学、成就学生、追求卓越”的办学理念，并以此为指引，制订教育、教学、管理服务、文化建设四大工作指导方针，构建邯郸市一中办学思想体系，从宏观上引领学校事业科学发展，走出一条将生命教育与全面育人融合并行的特色办学道路。 

### 学校地址
```
中华校区：河北省邯郸市中华南大街666号 邮编：
056006
```

```
丛台校区：河北省邯郸市丛台路46号 邮编：056002
```